# Division I 1990-1991
La Division I 1990-1991 è stata la 88ª edizione della massima serie del campionato belga di calcio disputata tra il settembre 1990 e il maggio 1991 e conclusa con la vittoria del Anderlecht, al suo ventunesimo titolo.
Capocannoniere del torneo fu Erwin Vandenbergh (Gent), con 23 reti.

## Stagione

### Formula
Come nella stagione precedente le squadre partecipanti furono 18 e disputarono un turno di andata e ritorno per un totale di 34 partite.
Le ultime 2 classificate retrocedettero in Division 2.
Le società ammesse alle coppe europee furono cinque: la squadra campione si qualificò alla Coppa dei Campioni 1991-1992, altre tre alla Coppa UEFA 1991-1992 e la vincitrice della coppa nazionale alla Coppa delle Coppe 1991-1992.

### Avvenimenti
Il girone di andata vide lottare per il vertice diverse squadre, con il Gent che a più riprese assunse il comando solitario della classifica, fino ad arrivare al giro di boa con due punti di distacco sull'Anderlecht, autore di una partenza lenta. Fra la ventiduesima e la ventitreesima giornata l'Anderlecht completò la rimonta, dapprima pareggiando lo scontro diretto contro il Gent per poi sorpassarlo al turno successivo, respinto un successivo attacco degli avversari, nelle ultime quattro gare i Mauve et Blanc accumularono un vantaggio tale da poter festeggiare la vittoria del ventunesimo titolo con 90 minuti di anticipo.
In quello stesso turno, il Club Bruges si assicurò la qualificazione in coppa UEFA; la successiva disputa della finale di Coppa del Belgio fra il Bruges e il Malines entrambe già classificate per la terza competizione europea lascerà un posto libero per il Germinal Ekeren, inizialmente escluso sul campo.
Sul fondo della classifica il Beerschot cedette nella parte finale del campionato, uscendo dalla lotta per la salvezza con diverse gare di anticipo, seguito successivamente dal Sint-Truiden che si arrese alla penultima giornata.

## Classifica finale
|  | Pos. | Squadra         | Pt | G  | V  | N  | P  | GF | GS | DR  |
|  | ---- | --------------- | -- | -- | -- | -- | -- | -- | -- | --- |
|  | 1.   | Anderlecht      | 53 | 34 | 23 | 7  | 4  | 74 | 22 | +52 |
|  | 2.   | Malines         | 50 | 34 | 20 | 10 | 4  | 59 | 24 | +35 |
|  | 3.   | Gent            | 47 | 34 | 20 | 7  | 7  | 67 | 37 | +30 |
|  | 4.   | Club Bruges     | 47 | 34 | 18 | 11 | 5  | 61 | 27 | +34 |
|  | 5.   | Germinal Ekeren | 42 | 34 | 17 | 8  | 9  | 55 | 41 | +14 |
|  | 6.   | Standard Liegi  | 42 | 34 | 16 | 10 | 8  | 51 | 42 | +9  |
|  | 7.   | Anversa         | 36 | 34 | 11 | 14 | 9  | 54 | 45 | +9  |
|  | 8.   | Charleroi       | 33 | 34 | 9  | 15 | 10 | 36 | 36 | 0   |
|  | 9.   | Lokeren         | 32 | 34 | 12 | 8  | 14 | 41 | 45 | -4  |
|  | 10.  | RFC Liegi       | 32 | 34 | 11 | 10 | 13 | 42 | 45 | -3  |
|  | 11.  | Lierse          | 29 | 34 | 9  | 11 | 14 | 26 | 41 | -15 |
|  | 12.  | RWD Molenbeek   | 28 | 34 | 10 | 8  | 16 | 40 | 45 | -5  |
|  | 13.  | Waregem         | 28 | 34 | 8  | 12 | 14 | 33 | 45 | -12 |
|  | 14.  | Genk            | 26 | 34 | 9  | 8  | 17 | 31 | 66 | -35 |
|  | 15.  | Kortrijk        | 25 | 34 | 10 | 5  | 19 | 41 | 57 | -16 |
|  | 16.  | Cercle Bruges   | 25 | 34 | 9  | 7  | 18 | 40 | 73 | -33 |
|  | 17.  | Sint-Truiden    | 22 | 34 | 6  | 10 | 18 | 30 | 51 | -21 |
|  | 18.  | Beerschot       | 15 | 34 | 5  | 5  | 24 | 33 | 72 | -39 |

Legenda:
      Campione del Belgio e qualificata in Coppa dei Campioni 1991-1992.
      Qualificata alla Coppa delle Coppe 1991-1992.
      Qualificata alla Coppa UEFA 1991-1992.
      Retrocesso in Division II 1991-1992.
Regolamento:
Due punti a vittoria, uno a pareggio, zero a sconfitta.
Note:
Beerschot retrocessa d'ufficio in Division 3 irregolarità finanziarie.

## Statistiche

### Individuali

#### Classifica marcatori
| Gol | Rigori |  | Giocatore         | Squadra         |
| --- | ------ |  | ----------------- | --------------- |
| 23  | 2      |  | Erwin Vandenbergh | Gent            |
| 20  |        |  | Josip Weber       | Cercle Bruges   |
| 19  |        |  | Luc Nilis         | Anderlecht      |
| 18  |        |  | Gunther Hofmans   | Germinal Ekeren |
| 18  | 4      |  | Luis Oliveira     | Anderlecht      |
| 15  | 2      |  | Patrick Goots     | Kortrijk        |
| 15  | 1      |  | Nebojša Malbaša   | RFC Liegi       |
| 14  | 1      |  | Jan Ceulemans     | Club Bruges     |
| 13  | 4      |  | Branko Karačić    | Cercle Bruges   |
| 13  |        |  | Francis Severeyns | Malines         |
| 13  |        |  | Bruno Versavel    | Malines         |